# Matrículas automovilísticas de Cuba
El actual sistema de Matrículas automovilísticas de Cuba fue introducido en el año 2013, haciendo un cambio completo del sistema de identificación en correspondencia con el anterior sistema que había sido utilizado desde el año 2002. Este actual sistema tiene gran semejanza a las matrículas europeas utilizando la eurobanda de color azul en los vehículos estatales y de uso jurídico, porque el fabricante y suministrador es la firma alemana UTSCH. 

## Sistema matrícula nuevo
El nuevo sistema emplea un formato estándar del fabricante, donde el código alfanumérico tendrá una letra y seis dígitos, agrupados en dos grupos de tres para facilitar su identificación (A 123 456), en el caso de los vehículos, como autos y camiones, y una letra y cinco dígitos para las motos. 
De esta manera pueden obtenerse 20 millones de posibilidades de combinaciones en el caso de los primeros vehículos y 1 699 983 variantes para las motos. Los autos y camiones, tendrán matrículas con 420 mm de largo por 110 mm de ancho; y las motos con 200 mm de largo por 140 mm de ancho.
Todas las chapas son blancas con los caracteres en negro y tienen un folio en la parte superior derecha y una imagen de la Isla de Cuba, impresos con láser como medida de seguridad. Una banda de color azul (eurobanda) en el extremo izquierdo con la palabra CUBA en posición vertical tendrán las matrículas de las personas jurídicas, elemento que las diferenciará de las matrículas de las personas naturales, al desaparecer la variedad de colores de fondo, pues las chapas no identificarán el sector de pertenencia del medio.
En este sistema no queda reflejada la provincia a la que pertenece el vehículo, como sucedía anteriormente sino que se identifica solamente a determinados sectores, lo que permite aumentar las combinaciones alfanuméricas, facilitar la producción continua, reducir el depósito de matrículas en cada provincia y reutilizar las reservas disponibles en cualquier territorio.
La letra A identifica las matrículas oficiales, actualmente de color blanco; las letras C, D, y E, para el sector diplomático; la letra K para los extranjeros, las letras F y M para identificar FAR y MININT, respectivamente, y la T, para los vehículos rentados al turismo. El resto de las letras no tiene ningún significado.
Los vehículos destinados al servicio de protocolo se identificarán, además, con una pegatina con orla de color azul oscuro y el texto PROTOCOLO. Los vehículos pertenecientes a la prensa extranjera tendrán además una pegatina con orla de color verde y el texto P.EXT. Ambas pegatinas se colocarán en el centro de la parte superior del parabrisas delantero. No se emplearán las letras I, O, Q, S, W y la Z para evitar confusiones en la identificación.
En los casos de pérdida o deterioro se cambiará la matrícula por una nueva y se eliminará esa chapa provisional que existía anteriormente, de color rojo. De esta manera se puede circular la matrícula perdida, eliminando así ilegalidades con las robadas o halladas, y los propietarios, que antes concurrian dos veces por este trámite, solo lo harán una vez.
Los beneficios del cambio de matrícula se refieren a la adquisición de mayores cantidades a precios inferiores, resultado de la reducción de la cantidad de combinaciones de colores. Las pérdidas y deterioros deben reducirse con la implementación de este sistema, pues las chapas tendrán mejor fijación en las defensas de los vehículos, eliminando las vibraciones de la placa por los efectos del aire. Este sistema también trae ventajas relacionadas con la identificación humana y los sistemas tecnológicos, debido a la mejor separación y evita el escaso contraste entre el color de fondo y sus caracteres, la diversidad de colores y a otros factores que influyen en la ilegibilidad de la matrícula como, por ejemplo, las confusiones entre algunos caracteres como la O con la Q y con el cero; la B con el 8, la Z con el 2.

## Sistemas matrícula previo
Las matrículas automovilísticas de Cuba en el período 2002 al 2013, contenía tres letras y tres dígitos. El color de las placas también es un elemento importante de identificación. Las placas ordinarias (no especiales) tenían un número en la parte central inferior de la placa que va de 0 a 9, que indica el tipo de vehículo.
La primera letra indicaba la provincia donde se emitió la placa.
| Provincia           | Primera letra de la placa |
| ------------------- | ------------------------- |
| Pinar del Río       | P                         |
| La Habana           | B                         |
| Ciudad de La Habana | H                         |
| Matanzas            | M                         |
| Cienfuegos          | F                         |
| Villa Clara         | V                         |
| Sancti Spiritus     | S                         |
| Ciego de Ávila      | A                         |
| Camagüey            | C                         |
| Las Tunas           | T                         |
| Granma              | G                         |
| Holguín             | O                         |
| Santiago de Cuba    | U                         |
| Guantánamo          | N                         |
| Isla de la Juventud | I                         |

### Segunda letra y color
La segunda letra indicaba el tipo de propietario del vehículo.
| Segunda letra de la placa | Color de la placa | Significado |
| ------------------------- | ----------------- | --- |
| A                         | blanco            | Ministerios, funcionarios provinciales y otros funcionarios importantes                                        |
|                           | marrón claro      | Funcionarios de menor rango autorizados por el estado                                                          |
| D/E/F/G/H                 | amarillo          | Vehículos privados                                                                                             |
| K                         | amarillo          | Vehículos y motocicletas de personas naturales extranjeras                                                     |
|                           | naranja           | Vehículos y motocicletas de compañías extranjeras y mixtas, periodistas extranjeros e instituciones religiosas |
| R                         | amarillo          | Motocicletas privadas y "cocotaxis"                                                                            |
| S/T/U/V/W                 | azul              | Vehículos estatales                                                                                            |
| Y/Z                       | azul              | Motocicletas estatales                                                                                         |
|                           | negro             | Diplomáticos extranjeros                                                                                       |

### Número del tipo de vehículo
El número del tipo de vehículo se encontraba en la parte central inferior de la placa, un número de un dígito que iba de 0 a 9 e indicaba el tipo de vehículo. No se usaba en las placas especiales.

### Placas especiales
Los vehículos del Ministerio de Fuerzas Armadas y del Ministerio del Interior usaban placas con una letra (A, B, C o F) seguida de 5 dígitos. En los vehículos del Ejército hay una inscripción "FAR" (Fuerzas Armadas Revolucionarias) en la parte central inferior de la placa. En el caso del Ministerio del Interior, hay una inscripción "MININT" (Ministerio del Interior). Las placas del Ejército eran siempre de color verde olivo oscuro, mientras que las del Ministerio del Interior tenían un color verde claro.
Los vehículos de diplomáticos usaban 6 dígitos sin letras delante. Una letra "D", "C" o "E" en la parte izquierda inferior de la placa (D = diplomático, C - consular, E - otro estatus). Con una placa de color negro.
Los vehículos de alquiler tenían una placa que comienba con la letra "T" (significa turismo) seguida de dos letras y cuatro dígitos. De color rojo oscuro.
Las placas provisionales tenían el código de la provincia seguido de 4 dígitos y una letra "P". De color rojo claro.
Los vehículos de la base militar de Guantánamo usaban placas con una letra y cuatro dígitos, y los textos "U. S. N. B." and "Gtmo Bay Cuba".

## Historia de matrículas (chapa) en Cuba
| Período          | Formato | Formato |
| ---------------- | ------- | ------- |
| Antes de 1950    |         |         |
| 1950-1960        |         |         |
| 1960-1978        |         |         |
| 1978-2002        |         |         |
| 2002-2013        |         |         |
| 2013- actualidad |         |         |
|                  |         |         |

## Matrículas especiales
Los automóviles del Ejército cubano (Militares de Cuba) y del Ministerio del Interior de Cuba usan placas con una letra (A, B, C, F o S) seguida de cinco dígitos. En los autos del Ejército cubano hay una inscripción "FAR" (Fuerzas Armadas Revolucionarias) en la parte inferior central de la placa. En el caso del Ministerio del Interior, hay una inscripción "MININT" ("Ministerio del Interior"). Las matrículas del Ejército son siempre de color verde claro, mientras que las del Ministerio del Interior son de color verde oscuro.
Los autos diplomáticos usan 6 dígitos sin letras precedentes. Hay una letra "D", "C" o "E" en la parte inferior izquierda de la placa (D = diplomático, C - consular, E - otro estado). Tienen una matrícula negra.
Los coches de alquiler tienen una matrícula de color rojo oscuro que comienza con la letra "T" (que significa turista), seguida de cinco dígitos en color blanco. El borde de la placa también está en blanco.
Las matrículas provisionales son de color rojo claro y tienen el código normal de la provincia seguido de 4 dígitos y una letra "P".
Los autos del ejército de los Estados Unidos en la Bahía de Guantánamo usan placas con una letra y cuatro números, y los textos "U.S.N.B." y "Gtmo Bay Cuba".